# جبل أداتارا
جبل أداتارا (بالإنجليزية: Mount Adatara)‏ هو بركان طبقي في محافظة فوكوشيما، اليابان. تقع على بعد حوالي 15 كيلومترًا جنوب غرب مدينة فوكوشيما وشرق جبل بانداي.
كان آخر ثوران معروف له في عام 1996. أدى ثوران بركان في عام 1900 إلى مقتل 72 عاملاً في منجم كبريت يقع في فوهة بركان القمة.